# Franskmalva
Franskmalva (Malva nicaeensis) är en malvaväxtart som beskrevs av Carlo Allioni. Franskmalva ingår i malvasläktet som ingår i familjen malvaväxter. Arten förekommer tillfälligt i Sverige, men reproducerar sig inte. Inga underarter finns listade i Catalogue of Life.

## Bildgalleri

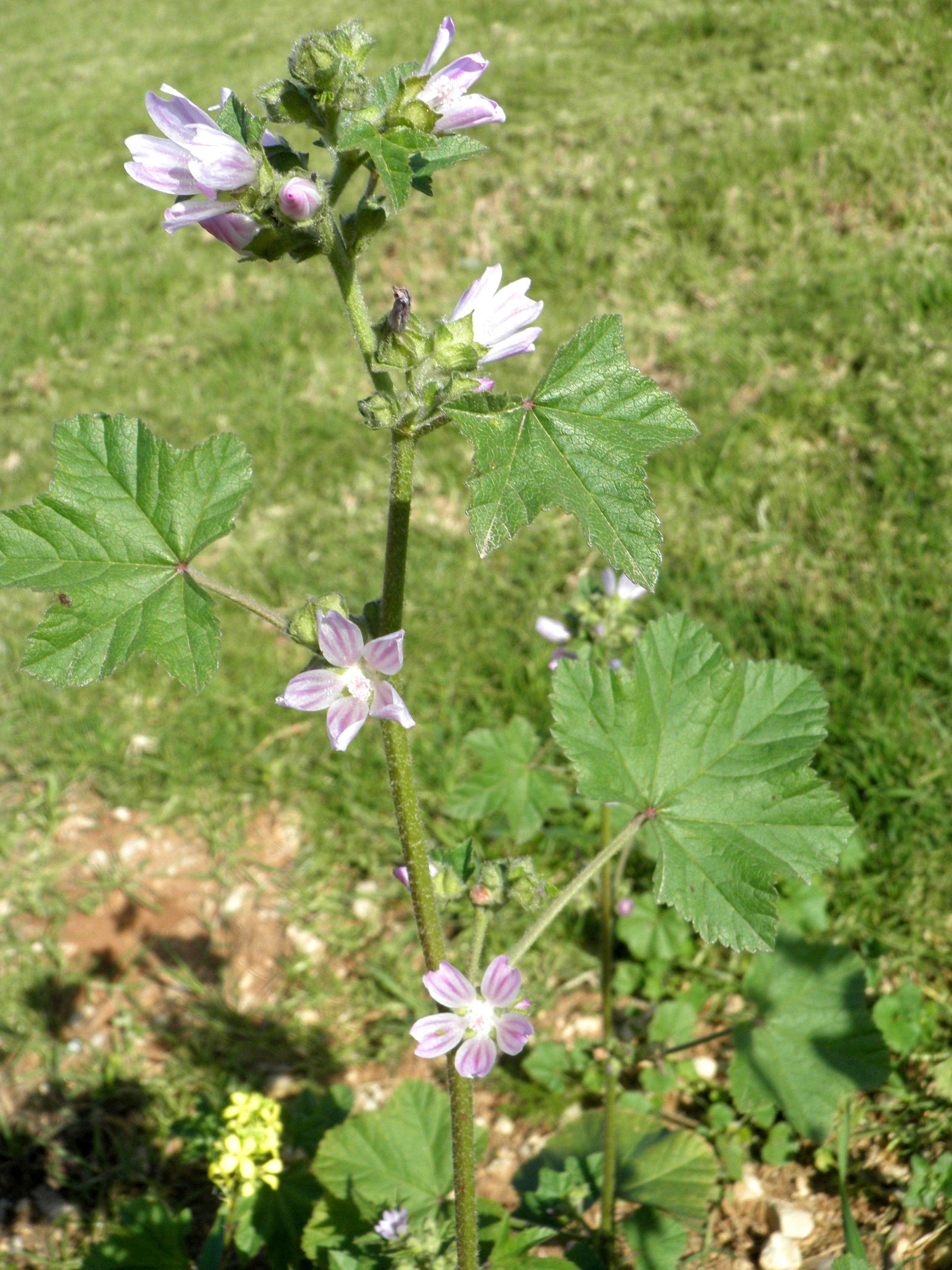
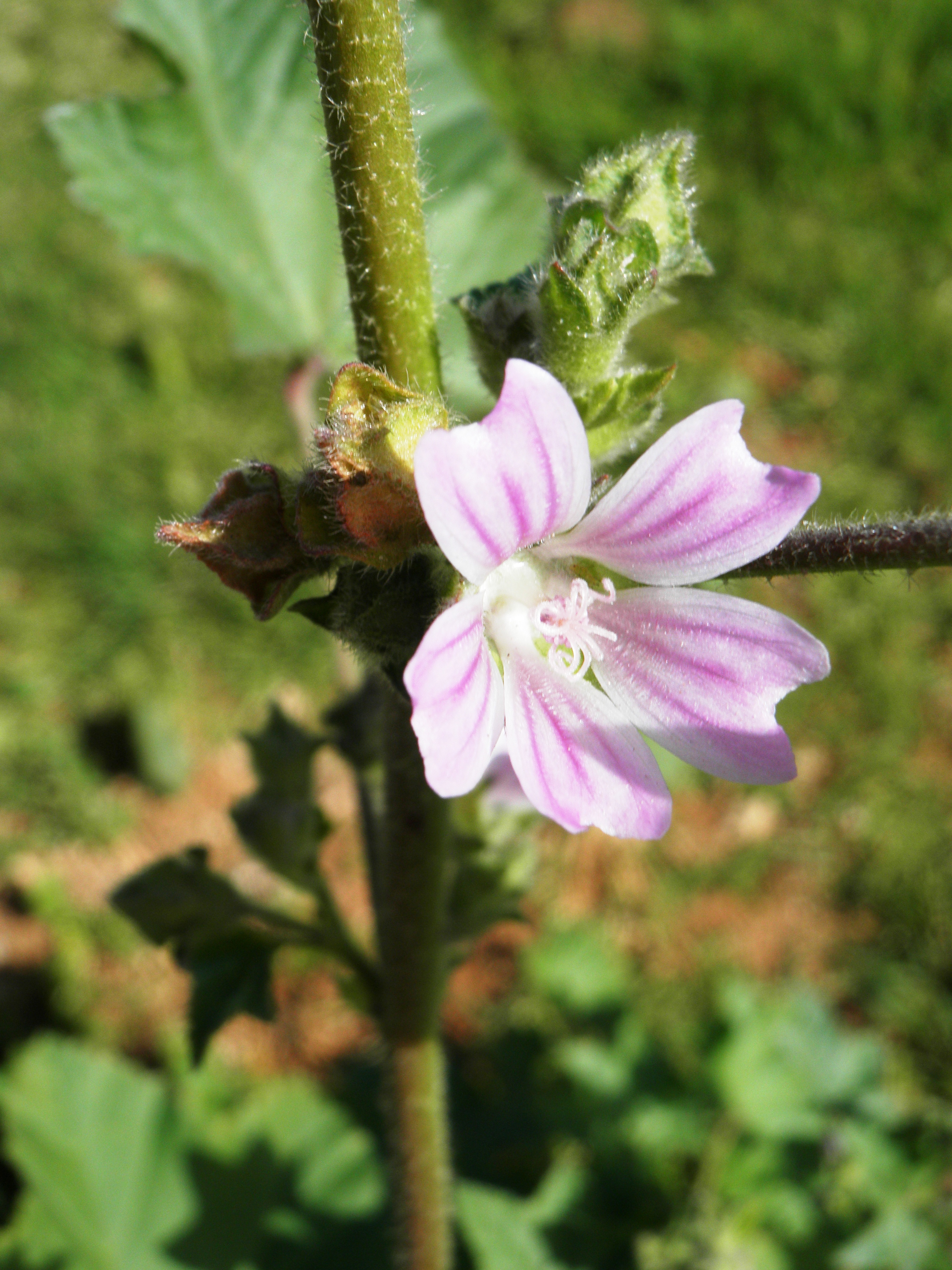